# California Suite
California Suite (br: Califórnia Suite;pt: California Suite - Um Apartamento na Califórnia) é uma comédia norte-americana de 1978 dirigida por Herbert Ross. O filme deu a Maggie Smith o Oscar de melhor atriz coadjuvante de 1979.